# Кружков, Григорий Михайлович
Григо́рий Миха́йлович Кружко́в (род. 14 сентября 1945) — русский поэт, эссеист, переводчик поэзии. Лауреат Государственной премии Российской Федерации по литературе (2003). Почетный доктор литературы Тринити-колледжа, Ирландия (2015). Лауреат литературной премии Александра Солженицына (2016).

## Биография

### Семья и образование
Кружков родился в Москве в 1945 году, его отец был музыкантом в военном оркестре, а мама — воспитателем в детском саду. Как рассказывает писатель в книге «Острова», после школы он два года учился на вечернем отделении в МЭИ, затем перевёлся на физический факультет Томского университета, который окончил в 1967 году. С 1968 по 1971 год Кружков учился в аспирантуре Института физики высоких энергий в Протвино, после чего перешел на литературную работу. В 1999 году он защитил докторскую диссертацию по русскому и ирландскому символизму в Колумбийском университете Нью-Йорка.

### Карьера переводчика
Дебютировал в печати в 1971 году переводами из Теофиля Готье и Эдгара По. Кружков стал одним из крупнейших переводчиков англоязычной поэзии на русский язык: он перевёл и составил сборники произведений Томаса Уайетта, Джона Донна, Джона Китса, Эмили Дикинсон, Уильяма Йейтса, Джеймса Джойса, Роберта Фроста, Уоллеса Стивенса, Шеймаса Хини, антология английской поэзии абсурда «Книга NONсенса». В переводе Кружкова опубликована поэма Шекспира «Венера и Адонис» и три пьесы: «Король Лир», «Буря» и «Пустые хлопоты любви». Ему принадлежат также переводы поэмы Льюиса Кэрролла «Охота на Снарка» и стихотворения Редьярда Киплинга «За цыганской звездой», ставшего в России народной песней благодаря кинофильму «Жестокий романс». В книгу избранных переводов Кружкова «Англасахаб» (2002) вошли стихи 115 поэтов; в 2009 году изданы «Избранные переводы» в двух томах и в 2019 году «Жаворонок. Из европейских и американских поэтов XVI—XX вв.»
За переводческую деятельность Кружков был награждён премией «ИЛлюминатор» журнала «Иностранная литература» (2002), премией «Венец» Союза писателей Москвы (2003), Государственной премией Российской Федерации (2003), премией «Мастер» Гильдии мастеров художественного перевода (2009), Бунинской премией в номинации «Поэтический перевод» (2010) и др. Награды за поэзию включают премию «Anthologia» журнала «Новый мир» (2012), Волошинскую премию (2013) и премию «Глобус» журнала «Знамя» (2014). В 2015 году Кружкову была присуждена степень почётного доктора словесности (Litt.D. honoris causa) университета Тринити-колледж (Дублин). В 2016 году Кружков был удостоен премии Александра Солженицына «за энергию поэтического слова, способность постичь вселенную Шекспира и сделать мир англоязычной лирики достоянием русской стихотворной стихии; за филологическое мышление, прозревающее духовные смыслы межязыковых и межкультурных связей». В 2019 году стал первым лауреатом премии «Поэзия» в номинации «Поэтический перевод» за перевод «Оды Греческой Вазе» Джона Китса.

### Собственное творчество
Свою первую книгу стихов Кружков опубликовал в 1982 году, за ней последовали ещё семь.
Проза Г. Кружкова включает как литературоведческие исследования, так и книги смешанного жанра, где эссе о поэзии переплетены с личными воспоминаниями («Острова», 2020; «Ракушка на шляпе, или Путешествие по святым местам Атлантиды», 2022; «Записки переводчика-рецидивиста», 2023).
«Ностальгия обелисков» (2001) рассказывает о классической русской поэзии и русско-английских литературных связях, «Лекарство от Фортуны» (2002) посвящёна английским поэтам Эпохи Возрождения. Более поздние книги: «Пироскаф: Из английской поэзии XIX века» (2008), «У. Б. Йейтс. Исследования и переводы» (2008), «Луна и дискобол. О поэзии и поэтическом переводе» (2012), «Очерки по истории английской поэзии» в двух томах (2016), «Ветер с океана: Йейтс и Россия». (2017), «Орбиты слов: русская поэзия и европейская традиция» (2021), «„Исполнись волею моей…“ или Как заново написать чужие стихи» (2021)
В своём творчестве Кружков нередко обращается к детской аудитории. Его книги дважды были отмечены наградой Московской международной книжной выставки-ярмарки «Лучшая книга года» в номинации детской литературы в 2006 и 2016 годах. Кроме того, за произведения для детей Кружков получил Почётный диплом Международного Совета по Детской Книге (1996), премии имени Корнея Чуковского (2010) и «Большая сказка» им. Эдуарда Успенского (2-е место, 2020) за книгу «Гном Гильом и лунный котенок». Наиболее полным собранием сочинений для детей Кружкова представлены в его сборниках «Рукопись, найденная в капусте» (М.: Время, 2007, 576 с.). и «Вышел лев из-за горы» (М.: Белая ворона, 2018, 238 с.).

### Личная жизнь
В настоящее время Кружков живёт в Москве и преподаёт в РГГУ.

### Книги стихов
- Ласточка. — М., 1982.
- Черепаха. — М., Художественная литература, 1990.
- Бумеранг: Третья книга стихов. — М.: АРГО-РИСК, 1998.
- На берегах реки Увы: Стихотворения. — М.: Журнал поэзии «Арион», 2002.
- Гостья: Избранные стихотворения. — М.: Время, 2004.
- Новые стихи. — М.: Воймега, 2008.
- Двойная флейта: Избранные и новые стихотворения. — М.: Воймега; Арт Хаус медиа, 2012.
- Холодно-горячо. — Ozolnieki : Literature Without Borders, 2015. — 72 lpp. — (Поэзия без границ).
- Пастушья сумка. — М.: Прогресс-Традиция, 2019. — 308 с.
- Бирнамский лес: избранные стихи и проза. — М.: Русский мiр, 2020. — 520 с.
- Стансы мотыльку: стихотворения. СПб: Азбука, Азбука-Аттикус, 2024. — 235 с. (Азбука-поэзия)
- Семигранник: стихотворения. — СПб: Подписные издания, 2025. — 272 с.

### Книги переводов
- Уильям Батлер Йейтс. Избранные стихотворения. М., 1993
- Джон Донн. Избранное. М., Московский рабочий, 1994.
- Уильям Батлер Йейтс. Роза и башня. СПб., 1999.
- Роберт Фрост. Другая дорога. М., 1999.
- Уоллес Стивенс. 13 способов нарисовать дрозда. М., 2000.
- Книга NONсенса. Английская поэзия абсурда. М., 2000.
- Уильям Батлер Йейтс. Избранное. М., 2001.
- Г. М. Кружков. Англасахаб. 115 английских, ирландских и американских поэтов. Псков, 2002.
- Джеймс Джойс. Стихотворения М., 2003.
- Единорог: английские и ирландские стихи и сказки. М., 2003.
- Джон Китс. Гиперион и другие стихотворения. М., 2004.
- Джон Донн. Алхимия любви. М., 2005.
- Томас Уайетт. Песни и сонеты. На рус. и англ. яз. М.: Время, 2005 (Триумфы).
- Джулия Дональдсон. Верхом на помеле. М., 2005.
- Поэты английского Возрождения. СПб., 2006 (Б-ка зарубежного поэта).
- Альфред Теннисон. Волшебница Шалот и другие стихотворения. М., 2007.
- Уильям Батлер Йейтс. Плавание в Византию. СПб., 2007
- Льюис Кэрролл. Охота на Снарка. СПб., 2007.
- Шеймас Хини. Чур, моё! Избранные эссе и стихотворения. М., 2007.
- Г. М. Кружков. Рукопись, найденная в капусте. Стихи и сказки. М., 2007.
- Уоллес Стивенс. Сова в саркофаге. Томск, 2008.
- Эдвард Лир. Жил один старичок. СПб.: Азбука-классика, 2009.
- Эмили Дикинсон. Стихи из комода. СПб.: Азбука-классика, 2009.
- Г. М. Кружков. Избранные переводы в 2 тт. М.: Книговек, 2009.
- Эдвард Лир. Большая книга чепухи. СПб.: Изд-во Ивана Лимбаха, 2010.
- Джон Донн. Стихотворения и поэмы. М., 2010 (Литературные памятники).
- Три пьесы английского Возрождения в переводе Г. Кружкова. Томск, 2011.
- У. Б. Йейтс. Винтовая лестница. М.: Книговек, 2012.
- У. Б. Йейтс. Избранное. М.: Эксмо, 2012 (Золотая серия поэзии)
- Шеймас Хини. Боярышниковый фонарь. М.: Рудомино, 2012.
- Рут Стайлс Ганнетт. Папин дракон. М.: Издательский дом Мещерякова, 2012.
- Эмили Дикинсон. Письмо Миру. М.: Эксмо, 2013 (Золотая серия поэзии)
- Уильям Шекспир. Король Лир. М.: Наука, 2013 (Литературные памятники)
- Уильям Шекспир. Король Лир; Буря: пьесы. М.: Эксмо, 2013.
- Тысяча лет ирландской поэзии. М.: Эксмо, 2014 (Золотая серия поэзии)
- У. Б. Йейтс. Ястребиный источник. СПб.: Азбука-классика, 2014.
- Уильям Шекспир. Поэмы и сонеты. М.: Эксмо, 2014 (Золотая серия поэзии). Вкл.: поэма «Венера и Адонис»
- Уильям Шекспир. Король Лир. М.: Рудомино, 2015. Илл. Михаила Федорова
- У. Б. Йейтс. Стихотворения. М.: Текст, 2016.
- Уоллес Стивенс. Фисгармония. М.: Наука, 2017 (Литературные памятники).
- Уильям Шекспир. Пустые хлопоты любви / Уильям Шекспир. Комедии. М.: Эксмо, 2018
- Джон Китс. Гиперион. Сонеты. СПб.: Азбука-классика, 2018 (С Сергеем Сухаревым)
- Джон Донн. Алхимия любви. СПб.: Азбука-классика, 2019.
- Избранные странницы английской поэзии. На англ. и русск. яз. М.: Текст, 2019.
- Эмили Дикинсон. «Я умерла за красоту». СПб.: Азбука, 2019 (Азбука-поэзия).
- Море и жаворонок. Из европейской и американской поэзии XVI—XX вв. СПб.: Изд-во Ивана Лимбаха, 2019.
- Шекспир, Уильям. Пустые хлопоты любви. М.: Наука, 2020 (Литературные памятники).
- Избранные страницы американской поэзии. М.: Текст, 2021.
- Английская поэзия: от Шекспира до Джойса. М.: Эксмо, 2021. — 480 с. — (Библиотека всемирной литературы).
- Эдвард Лир. Книга чепухи: стихотворения. СПб.: Азбука, 2022 (Азбука-поэзия).
- Английский сонет. М.: Текст, 2022.
- Колпак с бубенцами. Из английской комической поэзии. М.: Центр книги «Рудомино», 2023.
- Джеймс Джойс. Камерная музыка. М.: Эксмо, 2023.
- Льюис Кэрролл. Песня Безумного Садовника. М.: Эксмо, 2023.
- Генри Лонгфелло. Стихотворения. Эванжелина. М.: Текст, 2023.
- Шекспир, Уильям. Макбет: трагедии. М.: Эксмо, 2024. — 416 с. [Король Лир, Макбет, Буря]
- У. Б. Йейтс. Ветер в камышах. СПб: Азбука, Азбука-Аттикус, 2024. — 320 с. (Азбука-поэзия)
- Шекспир, Уильям. Гамлет, принц Датский. — Москва: Центр книги Рудомино, 2025. — 208 с.

### Исследования и эссеистика
- Ностальгия обелисков. Литературные мечтания. М.: Новое литературное обозрение, 2001.
- Лекарство от Фортуны: Поэты при дворе Генриха VIII, Елизаветы Английской и короля Иакова. М.: БСГ-Пресс, 2002.
- Пироскаф: Из английской поэзии XIX века. СПб.: Изд-во Ивана Лимбаха, 2008.
- У. Б. Йейтс: Исследования и переводы. М.: Издательство РГГУ, 2008.
- Луна и дискобол: О поэзии и поэтическом переводе. М.: РГГУ, 2012. — 516 с., 1000 экз., ISBN 978-5-7281-1201-3
- Очерки по истории английской поэзии. В 2 тт. М.: Прогресс-Традиция, 2015; 2016.
- Ветер с океана: Йейтс и Россия. — М.: Прогресс-Традиция, 2019. — 496 с.
- Острова. — М.: Текст, 2020. — 413 с.
- Орбиты слов: русская поэзия и европейская традиция. — СПб.: Изд-во Ивана Лимбаха, 2021. — 384 с.
- «Исполнись волею моей…» или Как заново написать чужие стихи. — М.: Центр книги «Рудомино»: Институт перевода, 2021. — 288 с.
- Ракушка на шляпе, или Путешествие по святым местам Атлантиды. — М.: Центр книги «Рудомино»: Институт перевода, 2022. — 288 с.
- Записки переводчика-рецидивиста. М.: Иллюминатор, 2023. — 528 с.

### Книги для детей
- Облако с крылечком. — М., 1991. Илл. В. Иванюка
- Сказки Биг Бена. М., 1993. Илл. Г. Юдина
- Миллиган С. Чашка по-английски. М., 1991, 1994. Илл. В. Бондаренко
- Посыпайте голову перцем. Из амер нар. поэзии. М., 1994. Илл. В. Бондаренко
- Неуловимый ковбой. Амер. стихи и сказки. М., 1995. Илл. Света Острова
- Рукопись, найденная в капусте. — М.: Время, 2007
- Письмо с парохода. — М.: Самокат, 2010. Илл. Татьяны Кормер
- Силверстайн Шел. Лавкадио, или Лев, который отстреливался. М., 2011. Илл. автора
- Приключения Миклуши и Маклая. М.: Клевер, 2014. Илл. Алины Харченко
- Спрут Кальмарыч Осминог. М.: Октопус, 2015. Илл. Евг. Антоненкова
- Привидение, которое хрустело печеньем. М.: Октопус, 2016. Илл. Г. Мурышкина
- Единорог. Английские и ирландские стихи и сказки. М.: Нигма, 2017. Илл. Сергея Любаева
- Эдвард Лир. Папашина азбука. М.: Нигма, 2017. Илл. Валерия Козлова
- Эдвард Лир. Сверчок на носу. М.: Нигма, 2017. Илл. Евг. Антоненкова
- За двумя зайцами. М.: Нигма, 2017. Илл. Сергея Любаева
- Одноухая тетушка. М.: Нигма, 2017. Илл. Сергея Любаева
- Вышел лев из-за горы. М.: Белая ворона, 2017. Илл. Татьяны Кормер
- Здравствуй, корова! М.: Нигма, 2018. Илл. Марии Пчелинцевой
- Льюис Кэрролл. Охота на Снарка. М.: Нигма, 2018. Илл. Ольги Миннибаевой
- Сэр Бом Вдребезги. М.: Нигма, 2018. Илл. Валерия Дмитрюка
- Когда не было зимы. М.: Клевер, 2018. Илл. Дианы Дементьевой
- Хилэр Беллок. Книга зверей для несносных детей. М.: Нигма, 2019. (С Мариной Бородицкой). Илл. Екатерины Гавриловой
- Жизнь и удивительные приключения знаменитого синьора Пульчинеллы из Неаполя. М.: Из-во Мелик-Пашаева, 2019. Илл. Сергея Любаева
- Посыпайте голову перцем. М.: Нигма, 2019. Илл. Екатерины Филипповой
- Джеймс Тёрбер. Сказка о Белой Лани. М.: Лабиринт, 2019. Илл. Анны Гантимуровой
- Гном Гильом и лунный котенок. М.: Октопус, 2019. Илл. Анны Гошко.
- Что и требовалось доказать. Жизнь Льюиса Кэрролла в рассказах и картинках. — М.: Глагол, 2020. Дизайн Т. Костериной.
- Аксель Шеффлер. Песенки и стихи Матушки Гусыни, которые она рассказывала и пела своим гусятам. — М.: Машины творения, 2021. (С Мариной Бородицкой).
- Рутабагские истории. — М.: Нигма, 2021. Илл. Е. Сафро.
- Плавание с Розафиллой. Приключения полярной мухи. — М.: Нигма, 2022. Илл. Е. Гавриловой.
- Сказка о потерянной варежке. — М.: Нигма, 2022. Илл. О. Пахомова.
- Пёс Барклай, потрясатель копья. 10 глав из жизни доблестного пса. — М.: Нигма, 2023. Илл. Ю. Щигал.
- Далеко не заплывай [поэт. сб.] — М.: Самокат, 2025. Илл. Алисы Кологриевой.

### Разное
- Перевод малоизвестной пьесы Томаса Мидлтона «The Triumph of Virtue» // Современники Шекспира: выйти из тени Барда? : сб. аннотаций докладов Всероссийской научной конференции. Москва, 15 ноября 2019 г. / ред.-сост. Н. В. Захаров, В. С. Макаров, Б. Н. Гайдин, В. А. Рогатин. М. : Изд-во Моск. гуманит. ун-та, 2019. С. 24.